# Central Fidelity Banks International 1980
Central Fidelity Banks International 1980 - жіночий тенісний турнір, що проходив на закритих кортах з килимовим покриттям Robins Center у Ричмонді (США). Належав до турнірів категорії AA в рамках Colgate Series 1980. Турнір відбувся вдруге і тривав з 21 липня до 27 липня 1980 року. Перша сіяна Мартіна Навратілова здобула титул в одиночному розряді й отримала за це 20 тис. доларів США.

## Фінальна частина

### Одиночний розряд
Мартіна Навратілова —  Мері-Лу П'ятек 6–3, 6–0
- Для Навратілової це був 10-й титул в одиночному розряді за сезон і 44-й — за кар'єру.

### Парний розряд
Біллі Джин Кінг /  Мартіна Навратілова —  Пем Шрайвер /  Енн Сміт 6–4, 4–6, 6–3

## Розподіл призових грошей
| Дисципліна       | П       | F       | ПФ     | ЧФ     | 1/8    | 1/16 |
| Одиночний розряд | $20,000 | $10,000 | $4,800 | $2,100 | $1,100 | $550 |

## Нотатки
1. ↑  Sporteze.
2. ↑  Турніри з призовими для жінок принаймні 100 тис. доларів.[1]